# 朱学勤
朱学勤（1952年—），中国当代学者、公共知识分子，上海人。

## 生平
1970年下河南兰考插队，1972年进厂做工。1985年陕西师范大学历史学硕士，1992年复旦大学历史学博士。1991年至今任教于上海大学历史系，教授，上海和平与发展研究中心主任。
其主要研究领域為社会思想史，目前从事的课题有近代中国社会变迁与渐进变革思潮等。
在中国思想界，朱学勤被视为自由主义代表人物。在网络上，朱学勤被视为南方系重要的人物。近年来，多次出访欧美、港台，先后作为访问学者在台湾中央研究院、哈佛大学、香港中文大学进行学术研究，并应邀赴普林斯顿大学，耶鲁大学，迪金森学院作学术讲演，赴瑞典斯德哥尔摩大学参加国际学术讨论会并作大会主题发言。

## 自述
|  | 从精神履历上说，我属于1949年以后出生的大陆第三代人。这一代人的精神觉醒，大致可以1968年为界。那一年正是他们以各种纸张书写他们对社会政治问题的思考的年代，也是他们卷入思潮辩论的年代。这种辩论后来延续到农场，延续到集体户。我清楚记得，当年上山下乡的背囊中，不少人带有一本马迪厄《法国革命史》的汉译本。从此他们无论走到哪里，都难摆脱这样一个精神特征：以非知识分子的身份，思考知识分子的问题。用梁漱溟总结本世纪初他那一代人的话来说，1968年的这一代是“问题中人”，而不是“学术中人”。尽管他们中间后来有人获得知识分子身份，但是1968年产生的那些问题始终左右着他们的思考，甚至决定着他们终身的思想命运。 |

## 争议
关于朱学勤的争议有“天谴论”事件和朱学勤涉嫌抄袭事件。
2008年汶川大地震发生后，5月14日，朱学勤在《南方都市报》上发表有关地震“天谴”的短论：“这就是天谴吗？死难者并非作孽者。这不是天谴，为什么又要在佛诞日将大地震裂？爱中华者，当为中华哀。华南雪灾，山东车祸，四川地震，赤县喧嚣该清醒了。圣火应该停一停，国旗也该降一降，就为黎民百姓降一次吧，他们不是伟人，只是遗骸，遗骸千万，只是无言。”南方都市报评论版因刊登这篇文章，相关编辑被暂停工作，个论版面也被暂停。
2009年3月6日朱学勤在武汉华中科技大学谈及“天谴论”一事。朱学勤回忆道，2008年5月13日，南方都市报评论部一位编辑给他去了一个电话，希望他能对地震发表三言两语，而不是长篇大论。他一边握着电话，一边表述了那段后来招致非议的言论。他坦言，当时“内心非常彷徨”，因为死去的川籍同胞确非作孽者。“我是希望能够惊醒2008年浮躁的国人”。朱学勤反复谈到，《南方都市报》因刊登自己的言论而受“牵累”，他感到“给朋友造成了麻烦”，“我挨点唾沫星子算什么？”朱氏机会主义地推销自己的观念，毫无同理心，事后亦未道歉，因此受到广泛的批评。
后在2010年7月8日，水木社区网友“Isaiah”发文质疑朱学勤抄袭，2011年1月12日晚，复旦大学学术规范委员会发布《关于朱学勤的博士论文涉嫌抄袭的调查结论》，认为“尽管朱文中涉嫌抄袭而被举报的部分在学术规范方面存在一些问题，但剽窃抄袭不能成立。”

## 著作编辑
- 《道德理想国的覆灭——从卢梭到罗伯斯庇尔》
- 《思想史上的失踪者》
- 《书斋里的革命》
- 《风声·雨声·读书声》
- 《中国与欧洲文化交流志》
- 《被批评与被遗忘的》
- 《热烈与冷静——林毓生学术论述集》
- 《为生民立命》
- 《帝国往事：国史经典选读》